# 먼슬리 리뷰
먼슬리 리뷰(Monthly Review)는 뉴욕에서 매월 발행되는 독립 사회주의 잡지이다. 1949년에 창간된 이 출판물은 미국에서 가장 오랫동안 지속적으로 발행된 사회주의 잡지이다.

## 역사

### 설립
헨리 A. 월리스의 독립적인 1948년 대통령 선거 운동이 실패한 후, 월리스의 노력을 지지했던 두 사람이 그들 중 한 사람이 살고 있던 뉴햄프셔주의 농장에서 만났다. 두 사람은 문학학자이자 기독교 사회주의자인 F.O. "매티" 매티센과 마르크스주의 경제학자 폴 스위지는 하버드 대학교의 전 동료였다. 매티슨은 그의 아버지가 캘리포니아에서 자동차 사고로 사망하고 돈이 절실히 필요하지 않은 후 상속을 받았다. 매티슨은 스위지에게 "잡지 [스위지]와 레오 허버먼(Leo Huberman)이 항상 이야기하던 것"을 바탕으로 3년 동안 연간 총액 5,000달러를 약속하겠다고 제안했다. 매티슨의 자금 덕분에 먼슬리 리뷰의 출시가 가능해졌지만, 1950년 매티슨이 자살한 후 매티슨의 재산 유언집행인에 의해 2년차와 3년차에 초기 자금 금액이 연간 4,000달러로 줄었다.